# Windows Media Video
Windows Media Video (WMV) é uma família de codecs de vídeo e seus respectivos formatos de codificação desenvolvidos pela Microsoft como parte do framework Windows Media. Introduzido em 1999, o WMV foi projetado para fornecer vídeo de alta qualidade com taxas de compressão eficientes, visando principalmente aplicações de streaming na internet.
Os arquivos WMV utilizam o contêiner Advanced Systems Format (ASF), também da Microsoft, que permite a incorporação de fluxos de áudio, vídeo e metadados em um único arquivo.

## História e desenvolvimento
O WMV foi inicialmente desenvolvido para competir com outros formatos de vídeo da época, como o RealVideo, oferecendo melhor qualidade de imagem e eficiência de compressão. Em 2003, a Microsoft submeteu o WMV 9 à Society of Motion Picture and Television Engineers (SMPTE) para padronização, resultando na aprovação do padrão VC-1 (SMPTE 421M) em 2006.

## Características técnicas
O formato WMV suporta várias técnicas de compressão, incluindo taxa de bits variável (VBR), taxa de bits média (ABR) e taxa de bits constante (CBR). A versão WMV 9 introduziu suporte nativo para vídeo entrelaçado, pixels não quadrados e interpolação de quadros, além de perfis específicos para conteúdo de alta definição.

## Variantes
- WMV – Codec principal, utilizado para compressão de vídeo com perdas.
- WMV Screen – Projetado para capturar conteúdo de tela, ideal para screencasts e apresentações.
- WMV Image – Utilizado para criar apresentações de slides com efeitos de transição e panorâmica.

## Contêiner ASF
Embora o WMV geralmente seja encapsulado no formato ASF, também pode ser encontrado em contêineres como AVI ou Matroska (MKV). O ASF permite a inclusão de metadados e suporte a gerenciamento de direitos digitais (DRM), sendo otimizado para streaming e reprodução em dispositivos locais.

## Compatibilidade e suporte
Os arquivos WMV podem ser reproduzidos em diversos reprodutores de mídia, incluindo:
- Windows Media Player
- VLC Media Player
- MPlayer
- RealPlayer
- KMPlayer
- GOM Player

Em sistemas macOS, softwares como Elmedia Player e VLC oferecem suporte à reprodução de arquivos WMV.

## Recursos adicionais
O WMV suporta recursos como:
1. Suporte a vídeo de alta definição (WMV HD)
2. Gerenciamento de Direitos Digitais (DRM) para proteção de conteúdo
3. Compressão eficiente para streaming em banda larga limitada